# Georg Siimenson
Georg Siimenson (* 14. April 1912 in Tallinn; † 12. Juni 1978 ebenda) war ein estnischer Fußballspieler.

## Karriere
Siimenson wurde 1912 in Tallinn geboren und spielte in seiner aktiven Zeit für den estnischen Hauptstadtklub SK Tallinna Sport. Mit dem Verein konnte der Mittelstürmer in den Jahren 1932 und 1933 den Meistertitel gewinnen sowie 1938 den estnischen Pokal. Mit der estnischen Nationalmannschaft nahm Siimenson an der Qualifikation zur Weltmeisterschaft 1934 teil, sowie an der Qualifikation für die 3. Weltmeisterschaft 1938. In den drei Spielen (1938) gelangen dem Angreifer zwei Tore, eines davon im letzten Qualifikationsspiel in Königsberg gegen die deutsche Auswahl, als er zur 1:0-Pausenführung traf.
Beim Baltic Cup erreichte Siimenson mit Estland 1936 sowie 1937 das Finale und konnte 1938 im dritten Versuch den Titel des Baltikums gewinnen.
Für Estland kam Siimenson auf insgesamt 42 Einsätze, bei denen er 14 Tore erzielte.

## Erfolge
- Estnischer Meister: 1932, 1933
- Estnischer Pokalsieger: 1938
- Baltic Cup: 1938